# Pull (Mr. Mister)
Pull è il quarto album in studio del gruppo musicale statunitense Mr. Mister.

## Il disco
Il disco è il primo a non presentare il chitarrista Steve Farris, che abbandonò la band nel 1989. I tre membri restanti registrarono l'album tra il 1989 e il 1990, ma la casa discografica rifiutò il nuovo materiale giudicandolo troppo sperimentale e introspettivo. A causa dell'abbandono della propria etichetta – e del conseguente scioglimento del gruppo – l'album rimase inedito fino al 2010, quando venne remixato e pubblicato dalla compagnia Little Dume Recordings di proprietà di Richard Page. Nel 2020, anche se solo per il mercato digitale, è uscita la Expanded Edition dell'album comprendente tre nuove canzoni incise durante le sessioni originali di Pull ma inizialmente scartate: Wheel of Life, Slip Through my Fingers e Faith Unbroken. Le parti di chitarra su questi brani sono state completate nello stesso anno da Tim Pierce, e prevedono delle ulteriori parti incise nel 1989 dallo stesso Page, James Harrah e Buzz Feiten.

## Tracce
1. Learning to Crawl – 5:48 (Richard Page, Steve George, John Lang, Pat Mastelotto)
2. Waiting in My Dream – 4:54 (Page, George, Lang)
3. Crazy Boy – 3:29 (Page, George, Lang)
4. Close Your Eyes – 4:44 (Page, George, Lang)
5. Lifetime – 4:36 (Page, George, Lang)
6. I Don't Know Why – 4:52 (Page, George, Lang, Mastelotto)
7. We Belong to No One – 4:55 (Page, George, Lang)
8. Burning Bridge – 4:02 (Page, George, Lang)
9. No Words to Say – 5:22 (Page, George)
10. Surrender – 4:27 (Page, George, Lang, Mastelotto)
11. Awaya – 4:20 (Page, George, Lang, Mastelotto)
12. Wheel of Life* – 4:10 (Page, George, Lang, Mastelotto)
13. Slip Through My Fingers* – 5:18 (Page, George, Lang, Mastelotto)
14. Faith Unbroken* – 4:30 (Page, George, Lang)

- brani aggiunti nella Expanded Edition del 2020.

## Formazione
Mr. Mister
- Richard Page – voce, basso e chitarre
- Steve George – tastiere, sintetizzatori, sassofono tenore, cori
- Pat Mastelotto – batteria, percussioni

Altri musicisti
- John Lang – testi
- Trevor Rabin – chitarre (tracce 1, 5, 6, 11), basso aggiuntivo (tracce 1, 5, 11)
- Buzz Feiten – chitarre (tracce 1, 2, 4, 5, 6, 7, 11, 14)
- Doug Macaskill – chitarre (tracce 3, 11)
- Peter McRea – chitarre (tracce 9, 10)
- James Harrah - chitarre (traccia 12)
- Tim Pierce - chitarre (tracce 12, 13, 14)
- Luis Conte – percussioni aggiuntive (tracce 2, 5, 8, 11, 13)
- Cyndi Lauper – cori (traccia 5, 8 e 13)